# スポニチクリエイツ
株式会社スポニチクリエイツ（英名: sponichicreates Co.,Ltd.）は、日本の映像コンテンツの制作プロダクション。

## 概要
スポーツニッポン新聞社の映像部門であり、前身はスポニチテレビニュース社である。
「芸能ニュース」と呼ばれたそれぞれの芸能人のトピックスをフィルムにまとめたミニ番組を制作するために設立した名残から『世界あの店この店』、『各駅停車世界の旅』、『われら夫婦』などのミニ番組が多く制作され、かつては東京で発行するスポーツニッポンのテレビ欄では同社が制作する番組の内容を紹介する欄があった。
また、現在のプロモーションビデオ（PV）にあたる一曲をまるまるフィルムにおさめたミニ番組も制作していた。
これら「芸能ニュース」やPVにあたる映像、演芸の出し物など約25000件をライブラリー管理している。
現在でも、スポーツ新聞から誕生した番組制作会社の特性を活かし多くのスポーツドキュメンタリー番組やゴルフ番組を制作しバラエティ番組や旅番組、通販番組も制作している。
テレビ東京の番組が多いがすべての在京キー局、NHKで制作し放送した実績があり長寿番組も多い。
2019年5月31日、毎日映画社の子会社に移行した。

### 主な業務
- スポニチテレビニュース社時代に制作された「芸能ニュースフィルム」のライブラリー管理
- テレビ番組、CMやDVD映像ソフトの企画・制作・販売
- テレビショッピング等番組制作
- イベント企画・運営

## 作品情報

### 現在の主な制作番組
- 叙々苑カップ「芸能人ゴルフチャンピオン決定戦」（テレビ東京）
- 日経スペシャル ガイアの夜明け（テレビ東京）
- ザ・ノンフィクション（フジテレビ）
- 土曜スペシャル（テレビ東京）
- テレビショッピング（Shoppin'On、日本文化センター）
- 追跡LIVE！Sportsウオッチャー（テレビ東京）

など

### 過去の制作番組
- スポニチ芸能ニュース（NET)
- 世界あの店この店（NET→テレビ朝日）
- 各駅停車世界の旅 (テレビ東京)
- われら夫婦 (日本テレビ)
- 平尾昌晃チャリティゴルフ大会（テレビ東京）
- 宮里藍のビッグゴルフ in USA（テレビ東京）
- 岡本綾子のNECスーパーゴルフ（テレビ東京）
- 世界の結婚式（TBS）
- いい旅・夢気分（テレビ東京）
- 追跡（日本テレビ）
- ゴルフ 尾崎兄弟・飯合に挑戦（テレビ東京）
- アイデアの方程式（テレビ東京）
- ハイビジョンスーパーゴルフ（NHK)
- スポーツ大陸（NHK）
- アスリートの魂（NHK）
- グッピー!!（讀賣テレビ）
- 石川遼スペシャル RESPECT 〜ゴルフを愛する人々へ〜（テレビ東京）
- NTT docomo PRESENTS 夢の扉 〜NEXT DOOR〜+（TBS）
- GOLF・ダ・ヴィンチ～誰も知らなかったレッスン（BSジャパン）
- 阿川ごはん（BSフジ）
- スタートピックス
- スターの横顔 それ行けアイドル
- この店この味
- 世界我が家のごちそう
- 青春パネル2018（NHK Eテレ）
- 朝の!さんぽ道（テレビ東京）